# 宇佐市立長洲中学校
宇佐市立長洲中学校（うさしりつ ながすちゅうがっこう）は、大分県宇佐市長洲にある公立中学校。

## 概要
- 校区は柳ヶ浦小学校・長洲小学校・和間小学校の校区[1]。
- 運動系部活動が非常に盛んである。

### 年表
- 1947年（昭和22年）4月 - 戦後学制改革により、柳ヶ浦町立柳ヶ浦中学校・長洲町立長洲中学校・和間村立和間中学校が発足。
- 1955年（昭和30年）3月 - 宇佐郡柳ヶ浦町・長洲町・和間村が合併し長洲町となり、長洲町に移管。
- 1958年（昭和33年）9月 - 3校を合併し長洲町立長洲中学校として発足。
- 1967年（昭和42年）4月 - 宇佐市発足に伴い、宇佐市立長洲中学校となる。[2]

## 交通
最寄駅：九州旅客鉄道(JR九州)日豊本線豊前長洲駅

## 著名な卒業生
- 宮田宗武 - ぶどう農家
- 原田瑞希 - 柔道選手